# Der Zigeunerbaron
Der Zigeunerbaron (italiano, Lo Zingaro Barone) è un'operetta di Johann Strauss su libretto di Ignaz Schnitzer.

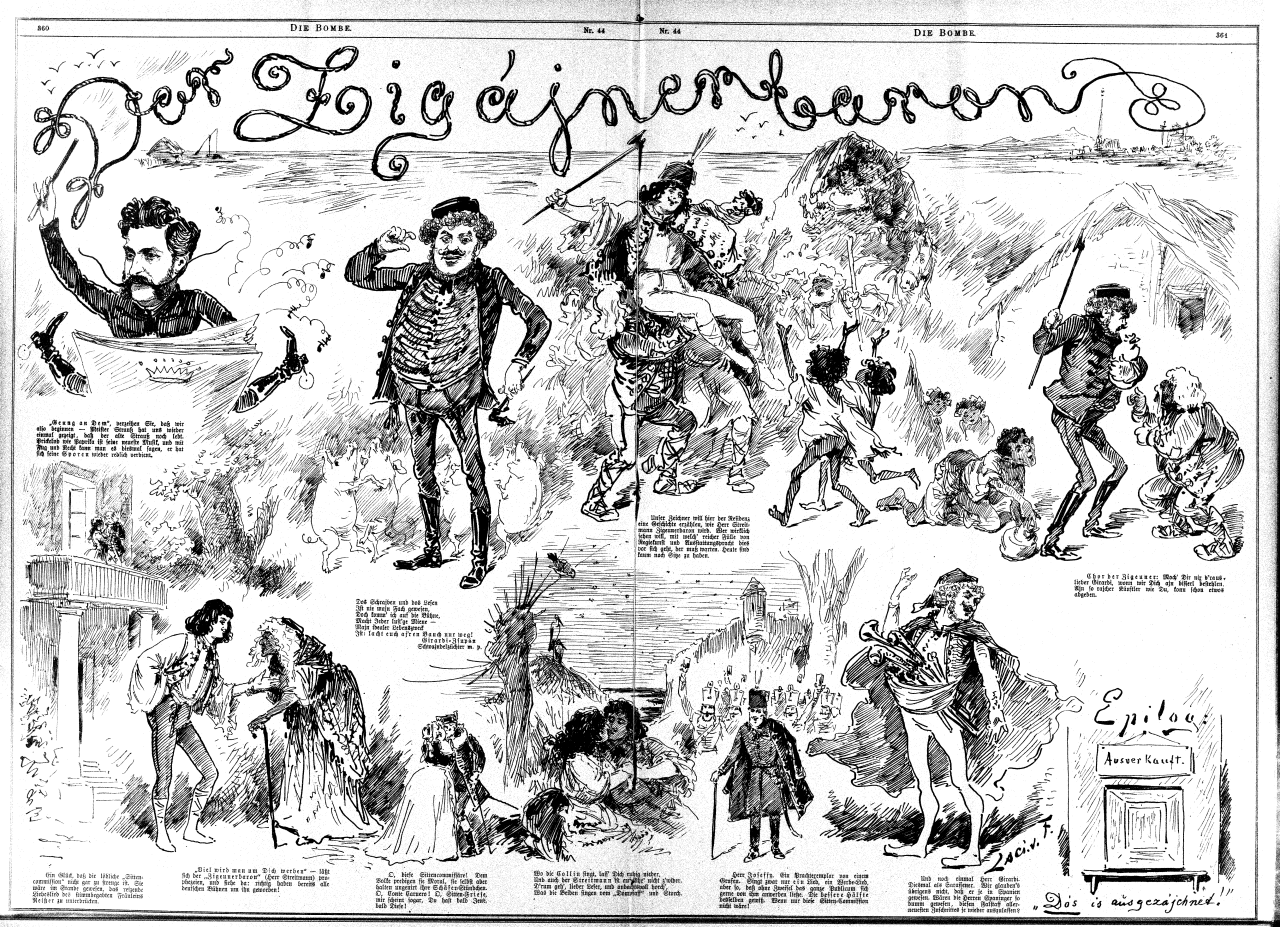
Pagina che il giornale Die Bombe dedicò alla prima dell'operetta Der Zigeunerbaron.

## Le origini
Nel novembre 1886, il giornalista e autore ungherese Ignaz Schnitzer (1839-1921) offrì un libretto d'operetta a Johann Strauss ma, tuttavia, il progetto non ebbe buon esito. In una lettera del 31 gennaio 1883, Strauss informava Schnitzer che, mentre considerava la trama del libretto precedente troppo banale, sarebbe stato ben lieto di accettare un soggetto più adatto alle sue esigenze.
Alla fine del mese di novembre 1882 Strauss si era recato a Budapest, per presenziare alla prima rappresentazione in città della sua ultima operetta Der Lustige Krieg (L'allegra Guerra, 1881).
In quell'occasione, sua compagna di viaggio fu Adele Strauss (nata Deutsch, 1856-1930), la giovane vedova che il compositore avrebbe sposato nel 1887. Stando proprio a quanto raccontato da Adele, fu durante questo viaggio a Budapest che Johann Strauss incontrò il grande scrittore ungherese Mór Jókai (1825-1904) per discutere con lui della possibilità di creare un'operetta su un soggetto ungherese.
Nei primi giorni del febbraio 1883, Strauss si recò nuovamente a Budapest per condurre ulteriori rappresentazioni di Der lustige Krieg: ancora una volta, accompagnato da Adele.
Nel mese di novembre 1883, Strauss prese la decisione di scrivere la musica per il libretto tratto da un romanzo di Jókai, Saffi. Di comune accordo venne deciso che il titolo per la nuova operetta sarebbe stato Der Zigeunerbaron (Lo Zingaro Barone) e Jókai affidò la stesura del libretto a Schnitzer.
Il ruolo giocato da Jókai fu comunque molto più di quello di aver messo a disposizione il suo romanzo Saffi, ma fornì anche una sua personale versione di un possibile libretto che Schnitzer avrebbe poi dovuto adattare, se necessario, in concomitanza con l'autore. Jókai inoltre creò per l'operetta due personaggi comici (Ottokar e Zsupán) che non erano presenti nel suo romanzo e suggerì al compositore delle originali melodie ungheresi che Strauss avrebbe potuto utilizzare.
Strauss si mise al lavoro nel mese di febbraio 1884, anche se la stampa di Budapest riportò che in questo periodo il compositore aveva appena completato la composizione del primo atto. Tuttavia il lavoro del compositore andava a rilento, tanto che il 28 giugno 1884 Schnitzer scrisse a Jókai:
(Ignaz Schnitzer)
La prima esecuzione dell'operetta, con il tenore Alexander Girardi e diretta dal compositore, ebbe luogo al Theater an der Wien di Vienna il 24 ottobre 1885, la vigilia del 60º compleanno del compositore, e fu un autentico trionfo. Nella sua recensione del Zigeunerbaron, dopo la trionfale serata inaugurale, il critico del Fremden Blatt commentò:
(Fremden Blatt)
Il recensore per il Morgen Blatt, non meno impressionato da quello che aveva assistito, scrisse:
(Morgen Blatt)
Dopo Die Fledermaus, questa è ancora oggi l'operetta più celebre di Johann Strauss.
Il 15 febbraio 1886 avviene la prima nel Casino Theatre di New York.
Il 20 settembre 1888 avviene la prima rappresentazione nel Teatro Politeama Margherita di Genova diretta dal compositore.
Il 10 gennaio 1895 avviene la prima di Le baron tzigane a Le Havre, il successivo 20 dicembre nel Théâtre des Folies-Dramatiques di Parigi, il 5 aprile 1896 a Reims ed il 23 ottobre 1903 la trecentesima recita al Theater an der Wien.
Al Metropolitan Opera House di New York la première avviene nel 1906 con Louise Homer arrivando a 18 recite fino al 1960.
Nel 1910 avviene la prima nel Semperoper di Dresda.
Il 10 maggio 1913 avviene la prima rappresentazione nel Teatro Costanzi di Roma diretta da Vincenzo Bellezza.
A Londra va in scena nel 1935.
Al Theatre Royal di Sydney va in scena nel 1953.
Al Wiener Staatsoper va in scena nel 1975 con Erich Kunz come Conte Carnero e Franco Bonisolli come Sandor Barinkay per 10 recite.
Al Teatro Verdi (Trieste) viene rappresentata nel 1989, nel 1999 con Cinzia Forte e la regia di Gino Landi e nel 2001.

## Trama

### Atto 1
Ungheria, XVIII secolo, in una regione paludosa nella provincia di Temeşvar. In lontananza i ruderi di una roulotte
.
Ottokar, giovane contadino, entra imprecando con forza per non essere ancora riuscito a trovare il tesoro nascosto nel castello. La vecchia zingara Czipra lo prende in giro per il suo amore per Arsena, figlia di un ricco allevatore di maiali di nome Zsupan, che vive nei pressi. Arriva un gruppetto capitanato da Sandor Barinkay che, per eredità, è il legittimo proprietario del castello e sta per prenderne possesso con l'aiuto del conte Carnero, commissario imperiale, che lo accompagna.
Carnero ha bisogno di testimoni per l'insediamento ufficiale ma Czipra, chiamata in causa, risponde di non saper scrivere e legge la mano ai due uomini. A Barinkay pronostica felicità e ricchezza, e una moglie fedele che in sogno gli dirà come trovare il tesoro nascosto. E anche a Carnero prevede il ritrovamento di un tesoro, molto più grande, perduto molti anni prima. Il commissario è disorientato, non si rammenta di una tale perdita. L'altro testimone è Zsupan, che entra in scena spiegando che non gli è mai interessato saper scrivere e leggere, che lui si accontenta dei suoi maiali e di ciò che producono.
Quando viene a sapere che Barinkay sarà presto suo vicino, lo avverte subito che ci saranno litigi sulla proprietà. Barinkay gli risponde che un matrimonio con sua figlia potrebbe evitare delle circostanze così spiacevoli, e Zsupan chiama la figlia che era in casa. Ma non è Arsena a rispondergli, bensì Mirabella, la governante, che altri non è che la vecchia moglie che Carnero aveva perduto tanto tempo addietro. Con una canzone, lei gli spiega che in questi ultimi ventiquattr'anni pensava di averlo perduto durante la Battaglia di Belgrado. La prima profezia di Czipra si è avverata.
Alla fine arriva anche Arsena, velata e per nulla entusiasta al pensiero di un altro pretendente, come spiega chiaramente. Nonostante la lusinghiera proposta di Barinkay, Arsena è determinata a non sposarlo per la semplice ragione che il suo cuore appartiene a un altro; dice di volere un pretendente nobile, e avverte barinkay di fare attenzione a non scherzare col fuoco. Quando Barinkay viene lasciato da solo, abbandonato al suo sconforto, sente Saffi, la figlia di Czipra, intonare una canzone gitana che celebra la lealtà dell'amicizia degli zingari.
Barinkay accetta prontamente l'invito a cena della bella gitana e di sua madre. Viene così a sapere che Arsena è innamorata di Ottokar; Barinkay, Saffi e Czipra spiano il loro incontro serale. Barinkay giura di vendicarsi per il trattamento altezzoso di Arsena mentre in lontananza si sentono gli zingari intonare il canto di Saffi. Czipra spiega che Barinkay è il vero proprietario del castello e tutti gli zingari accorsi lo eleggono a loro capo. Senza perdere tempo Barinkay corre da Zsupan per informarlo che adesso detiene il titolo preteso da Arsena: è uno zingaro barone.
Zsupan cerca di spiegargli che non è esattamente il tipo giusto di barone, ma Barinkay gli risponde chiaramente che ha cambiato idea, che non intende più sposare Arsena, bensì Saffi. Zsupan è furioso, e tutti si uniscono nel grande finale sulla melodia già udita precedentemente nell'overture.

### Atto 2
Temeşvar, fra le rovine delle roulotte
È l'alba. Barinkay ha trascorso la notte fra le rovine del castello in compagnia di Czipra e Saffi, e i tre salutano l'arrivo del nuovo giorno in un terzetto che culmina in un duetto amoroso fra i due giovani. Czipra racconta di aver sognato di trovare il tesoro che, secondo la leggenda, sarebbe nascosto nel castello; l'idea fa sorridere Barinkay, ma decide di cercare dove dice Czipra. Czipra e Saffi intonano una piccola melodia in cui prendono in giro Barinkay per il suo scetticismo, per poi unirsi tutti e tre nell'estatico valzer in cui trovano il tesoro.
Entrano in scena gli zingari, che cominciano a lavorare alla forgia. Zsupan viene a cercare aiuto per un carro che si è impantanato nel fango, ma finisce per insultare gli zingari che a loro volta gli rubano il denaro e l'orologio. Le sue grida fanno accorrere in scena carnero, Mirabella, Ottokar e Arsena, seguiti da Barinkay e da Saffi. Barinkay è vestito da zingaro barone e li saluta annunciando che lui e Saffi sono ora marito e moglie. Carnero comincia a rivolgergli alcune domande riguardo agli aspetti legali della faccenda, e Saffi e Barinky rispondono in modo ironico con un duetto che a celebrare la cerimonia sono stati gli uccelli. Per Carnero è troppo, e coinvolge Mirabella e Zsupan in un'ode comica sulla moralità.
Nel frattempo Ottokar trova alcuni pezzi d'oro e pensa di essere finalmente sulle tracce del tesoro, ma Barinkay lo disillude e la scena viene riempita da una squadra di reclutamento di ussari capeggiata dal conte Peter Homonay, vecchio amico di Barinkay. Guidati da Homonay, i soldati intonano una canzone di arruolamento seguita da una czarda. Invece di mostrare stupore di fronte all'unione fra Barinkay e Saffi, e nonostante le proteste di Carnero, Homonay si congratula con la coppia.
Nel finale Czipra rivela che Saffi non è sua figlia, ma una principessa che lei ha cresciuto e che discende dall'ultimo pascià d'Ungheria, fornendone persino una prova. Barinkay non può prendere parte a i festeggiamenti: Saffi adesso è troppo per lui, perciò come Ottokar e Zsupan si arruola e parte per la guerra.

### Atto 3
Vienna, qualche anno dopo.
Tutti sono riuniti a Vienna per accogliere il ritorno dell'esercito vittorioso: tra gli altri Barinkay, Ottokar e Zsupan. Arsena canta dell'incompatibilità tra il corteggiamento e la ricchezza, ma il gruppo viene presto raggiunto dagli eroi che hanno appena fatto ritorno. Zsupan canta le sue gesta che, pur avendo poco di militaresco, sembrano aver avuto grande successo.
Nel finale tutti i problemi vengono risolti. Arsena corre fra le braccia di Ottokar, e Saffi compare per andare incontro a Barinkay, che guida l'intera compagnia con l'ultima esecuzione del ritornello del valzer della sua canzone d'apertura.

## Brani famosi
- Overture, (atto I)
- Als flotter Geist, Barinkay, Coro (atto I)
- Ja, das Schreiben und das Lesen, Zsupan (atto I)
- Hochzeitskuchen, bitte zu versuchen, Coro, Barinkay, Carnero, Arsena (atto I)
- So elend und so treu… O habet Acht, Saffi, barinkay (atto I)
- Arsena, Arsena!, Ottokar, Arsena, Barinkay, Saffi, Czipra, Coro (atto I)
- Um fresch den Ubermut zu frohnen, Mirabella, Zsupan, Carnero, Coro, Barinkay, Saffi, Czipra, Ottokar (atto I)
- Seht, es winkt, es blinkt, es klingt, Saffi, Czipra, Barinkay (atto II)
- Kling und Klang, Eisen macht Gesang, Coro (atto II)
- Wer uns getraut Ei, sprich, Barinkay, Saffi, Coro, Carnero (atto II)
- Her die Hand, es muss ja sein, Homonay, Coro (atto II)
- Ach ihn ruft das Vaterland und Pflicht, Saffi, Czipra, Barinkay, Homonay, Zsupan, Mirabella, Ottokar, Carnero, Coro, Arsena (atto II)
- Von des Tajo Strand, wo mit starker Hand, Zsupan, Coro (atto III)
- Hurra, die Schlacht mitgemacht hab'n wir im fernen Land, Coro (atto III)
- Reich ihm die Hand, vertraue dem Zigeuener, Saffi, Barinkay, Homonay, Czipra, Coro (atto III)

## Parafrasi
Com'era sua abitudine, rielaborando i motivi e le più belle melodie del Zigeunerbaron, Strauss ricavò una serie di brani per le sale da concerto:
- Brautschau-Polka, op. 417
- Schatz-Walzer, op. 418
- Kriegsabenteuer, Polka-schnell, op. 419
- Die Wahrsagerin, Polka-mazurka, op. 420
- Husaren-Polka, op. 421
- Zigeunerbaron-Quadrille, op. 422

## Discografia
- Der Zigeunerbaron - Dietrich Fischer-Dieskau/Julia Varady/Willi Boskovsky/Walter Berry/Chor des Bayerischen Rundfunks/Münchner Rundfunkorchester/Hanna Schwarz, Warner
- Der Zigeunerbaron - Nicolai Gedda/Grace Bumbry/Rita Streich/Hermann Prey/Willi Brokmeier/Kurt Böhme/Bayerische Staatsoper/Franz Allers (1969, EMI, 2 CD)
- Der Zigeunerbaron - Münchner Rundfunkorchester/Werner Schmidt-Boelcke/Anny Schlemm/Hans Hopf, The Art Of Singing
- Der Zigeunerbaron - Nikolaus Harnoncourt/Wiener Symphoniker, 1995 Teldec
- The Gypsy Baron - Elisabeth Schwarzkopf/Erich Kunz/Will Ferenz/Nicolai Gedda/Philharmonia Orchestra & Chorus/Otto Ackermann, Saland
- The Gypsy Baron - Anton Paulik/Chorus & Orchestra of the Wiener Volksoper, Vanguard

## DVD
- Der Zigeunerbaron - Wolfgang Brendel/Siegfried Jerusalem/Ivan Rebroff/Martha Mödl/Janet Perry/Ellen Shade/Radio-Sinfonieorchester Stuttgart/Kurt Eichhorn, regia Arthur Maria Rabenalt, DVD Deutsche Grammophone